# サン・クリストバル・デ・ラ・ラグーナ
サン・クリストーバル・デ・ラ・ラグーナ（San Cristóbal de La Laguna）は、スペイン・カナリア諸島州サンタ・クルス・デ・テネリフェ県のムニシピオ（基礎自治体）。テネリフェ島北部に位置し、一般的には単にラ・ラグーナと呼ばれる。ラ・ラグーナ大学を有する大学都市であり、2015年の人口は152,843人。 

## 歴史
この町は、1496年にコンキスタドールのアロンソ・フェルナンデス・デ・ルーゴによって建設された。この町は1823年までテネリフェ島の最初の主都としての地位にあった。1510年からはラ・ラグーナはテネリフェ島のみでなく地方全体にとっても政治的・学問的な中心地となった。1701年にはローマ教皇クレメンス11世の要請で、カナリア諸島初の大学であるラ・ラグーナ大学も開学した。サンタ・クルス・デ・テネリフェが主都となることで行政上の中心地としての地位を手放したにもかかわらず、今日でもなおテネリフェ島の宗教的・文化的な中心地であり続けている。
1819年には司教座になった。1975年にはカナリア島天体物理学研究所が設立された。1999年には、ユネスコの世界遺産に登録された。2006年1月23日には、その都市の歴史地区に建っていた司教宮が焼失した。

## 人口
| サン・クリストーバル・デ・ラ・ラグーナの人口推移 1900－2010 |
|                                                             |
| 出典:INE（スペイン国立統計局）1900年 - 1991年、1996年 -     |

## 政治
自治体首長はCC-PNC-CCNのフェルナンド・クラビッホ・バッジェ（Fernando Clavijo Batlle）、自治体評議員はCC-PNC-CCN：13、カナリア国民党（Partido Popular de Canarias）：6、カナリア社会党（Partido Socialista de Canarias、PSC-PSOE）：3、POR TENERIFE：3、ASSPPT：1となっている（2011年5月22日の自治体選挙結果、得票順）。
| 1999年6月13日自治体選挙 |        |        |          |
| 政党                    | 得票数 | 得票率 | 獲得議席 |
| PSOE                    | 22,936 | 40.19% | 13       |
| CC                      | 18,188 | 31.87% | 10       |
| PP                      | 8,557  | 14.99% | 4        |
| PNC                     | 2,770  | 4.85%  | 0        |
| IUC                     | 1,624  | 2.85%  | 0        |
| VERDES                  | 1,158  | 2.03%  | 0        |
| UC-CDS                  | 623    | 1.09%  | 0        |
| PH                      | 211    | 0.37%  | 0        |

| 2003年5月25日自治体選挙 |        |        |          |
| 政党                    | 得票数 | 得票率 | 獲得議席 |
| CC                      | 26,485 | 40.43% | 12       |
| PSOE                    | 24,395 | 37.24% | 11       |
| PP                      | 8,431  | 12.87% | 4        |
| VERDES                  | 1,430  | 2.18%  | 0        |
| PNC                     | 1,137  | 1.74%  | 0        |
| MASCA                   | 839    | 1.28%  | 0        |
| IUC                     | 810    | 1.24%  | 0        |
| APCA                    | 581    | 0.89%  | 0        |
| その他                  | 624    | 0.95%  | 0        |

| 2007年5月27日自治体選挙 |        |        |          |
| 政党                    | 得票数 | 得票率 | 獲得議席 |
| CC-PNC                  | 31,278 | 46.71% | 15       |
| PSOE                    | 18,358 | 27.42% | 9        |
| PP                      | 7,272  | 10.86% | 3        |
| CCN                     | 2,797  | 4.18%  | 0        |
| ASSPPT                  | 2,577  | 3.85%  | 0        |
| LV-IU-UC-UN             | 2,009  | 3.00%  | 0        |
| ANC                     | 542    | 0.81%  | 0        |
| ACDI                    | 426    | 0.64%  | 0        |
| その他                  | 673    | 1.01%  | 0        |

| 2011年5月22日自治体選挙 |        |        |          |
| 政党                    | 得票数 | 得票率 | 獲得議席 |
| CC-PNC-CCN              | 26,976 | 39.77% | 13       |
| PP                      | 13,960 | 20.58% | 6        |
| PSOE                    | 10,233 | 15.09% | 4        |
| POR TENERIFE            | 6,144  | 9.06%  | 3        |
| ASSPPT                  | 3,900  | 5.75%  | 1        |
| VERDES                  | 1,436  | 2.12%  | 0        |
| ANC                     | 978    | 1.44%  | 0        |
| AxLL                    | 921    | 1.36%  | 0        |
| その他                  | 1,731  | 2.56%  | 0        |

### 司法行政
サン・クリストバル・デ・ラ・ラグーナはサン・クリストーバル・デ・ラ・ラグーナ司法管轄区に属し、同管轄区の中心自治体である。

## 世界遺産
ラ・ラグーナの歴史地区は、スペインが新世界で築いた最初の非要塞型都市であり、それ以降のラテンアメリカの大都市の建築のモデルにもなった。ラ・ラグーナには18世紀までに築かれた山の手地区と下町地区の美しい町並みが保存されていることから、世界遺産に登録されている。そこには、木製のバルコニーと建物の中心を木々の茂る中庭が占めることに特徴付けられる、典型的なカナリア様式の多くの建造物群が存在している。観光客は木々や花々の豊かなそのいくつかを訪れることが出来る。
- ヌエストラ・セニョーラ・デ・ロス・レメディオス大聖堂（Nuestra Señora de los Remedios）- 新古典主義様式の美しいファサードをもつ1819年建造の大聖堂。
- コンセプシオン教会（Iglesia de la Concepción）
- アデランタド広場（Plaza del Adelantado） - 多くの赴き深い建物に囲まれた美しい広場。建物には、市庁舎（Casa del Corregidor）、ナバ宮殿、サンタ・カタリナ・デ・シエナ旧修道院（Santa Catalina de Siena）屋根のある市場などがある。
- レルカリオ宮殿（Palacio de Lercario）- 現在は15世紀から現在までのテネリフェ島の歴史を展示しているテネリフェ歴史博物館（Museo de Historia de Tenerife）になっている。
- ラ・ラグーナのキリスト王立礼拝堂 (Real Santuario del Santísimo Cristo de La Laguna) - １６世紀にフランシスコ修道院によって建てられる。 その内部には、カナリア諸島のカトリック教徒によって非常に崇拝されたイエス・キリストの木製の彫刻があります。

### 登録基準
この世界遺産は世界遺産登録基準のうち、以下の条件を満たし、登録された（以下の基準は世界遺産センター公表の登録基準からの翻訳、引用である）。
- (2) ある期間を通じてまたはある文化圏において、建築、技術、記念碑的芸術、都市計画、景観デザインの発展に関し、人類の価値の重要な交流を示すもの。
- (4) 人類の歴史上重要な時代を例証する建築様式、建築物群、技術の集積または景観の優れた例。

## 姉妹都市
- カルタヘーナ、コロンビア